# Chiesa di Sant'Anna (Pontinia)
La chiesa di Sant'Anna è un edificio razionalista situato nella città di Pontinia in Lazio.

## Storia
La chiesa venne ultimata dopo l'inaugurazione della città di fondazione di Pontinia, avvenuta il 18 dicembre 1935.
La scelta della patrona risale al culto di Sant'Anna, molto radicato nel ferrarese, area dalla quale proveniva la maggior parte dei coloni.

## Descrizione
La chiesa è la sola, tra quelle delle altre città di fondazione dell’Agro Pontino, a presentare il campanile in posizione centrale rispetto alla facciata e ad averlo interamente rivestito di travertino bianco. Insieme, il campanile e la facciata rievocano la forma delle canne di un organo.
Sul campanile, la torre più alta di Pontinia ergendosi a 50 metri, sono scolpiti i simboli dei quattro evangelisti: l'angelo, il leone, il bue e l’aquila.